# Andrea Fischbacher
Andrea Fischbacher (Eben im Pongau, 14 ottobre 1985) è un'ex sciatrice alpina austriaca, campionessa olimpica nel supergigante a Vancouver 2010 e vincitrice della Coppa Europa 2004-2005.

## Biografia

### Stagioni 2001-2004
Andrea Fischbacher, sciatrice specializzata nelle prove veloci e nello slalom gigante, iniziò a partecipare a gare FIS nel dicembre del 2000 ed esordì in Coppa Europa il 10 febbraio 2003 a Oberwölz/Lachtal, classificandosi 35ª in slalom gigante.
Il 20 dicembre 2003 colse a Ponte di Legno/Passo del Tonale in supergigante la sua prima vittoria nel circuito continentale, nonché primo podio, e ai Mondiali juniores del 2004 vinse la medaglia d'oro nella stessa specialità. Fece il suo esordio in Coppa del Mondo l'11 marzo di quell'anno, nel supergigante di Sestriere che non portò a termine.

### Stagioni 2005-2009
Si piazzò al 7º posto nel supergigante dei Mondiali di Bormio/Santa Caterina Valfurva 2005, suo esordio iridato; nel prosieguo della stagione conquistò un'altra medaglia d'oro, sempre nel supergigante, ai Mondiali juniores di Bardonecchia e vinse la Coppa Europa 2004-2005, grazie anche due vittorie tra le quali l'ultima della sua carriera nel circuito continentale, il supergigante di Altenmarkt-Zauchensee del 17 dicembre 2004.
Conquistò suo primo podio in Coppa del Mondo in occasione del supergigante di Lake Louise del 4 dicembre 2005, quando arrivò 2ª, e nella stessa stagione prese parte ai XX Giochi olimpici invernali di Torino 2006, suo esordio olimpico, arrivando 13ª nella prova di supergigante. Il 20 febbraio 2007 a La Molina salì per l'ultima volta sul podio in Coppa Europa, piazzandosi 2ª in slalom gigante, mentre il 10 febbraio 2008 conquistò la sua prima vittoria in Coppa del Mondo, imponendosi nel supergigante di Sestriere. Ai Mondiali del 2009, a Val-d'Isère, vinse la medaglia di bronzo nel supergigante e si classificò 7ª nella discesa libera e 24ª nello slalom gigante; a fine stagione risultò 2ª nella classifica della Coppa del Mondo di discesa libera, superata da Lindsey Vonn di 176 punti.

### Stagioni 2010-2015
Ai XXI Giochi olimpici invernali di Vancouver 2010, suo congedo olimpico, la sciatrice salisburghese raggiunse l'apice della carriera laureandosi campionessa olimpica nel supergigante precedendo al traguardo Tina Maze e Lindsey Vonn; si piazzò inoltre 4ª nella discesa libera. Nella stagione successiva ai Mondiali di Garmisch-Partenkirchen fu 9ª nella discesa libera, 25ª nello slalom gigante e non concluse il supergigante, mentre due anni dopo a Schladming 2013, sua ultima presenza iridata, si classificò 8ª nella discesa libera e 9ª nel supergigante.
In Coppa del Mondo il suo ultimo podio fu la vittoria nella discesa libera di Crans-Montana del 2 marzo 2014 e la sua ultima gara lo slalom gigante di Åre del 13 marzo 2015, nel quale non si qualificò per la seconda manche; l'ultima gara della sua carriera agonistica fu lo slalom gigante dei Campionati austriaci 2015, il 24 marzo successivo a Hinterstoder, e dopo il termine della stagione annunciò il suo ritiro dalle competizioni.

## Palmarès

### Olimpiadi

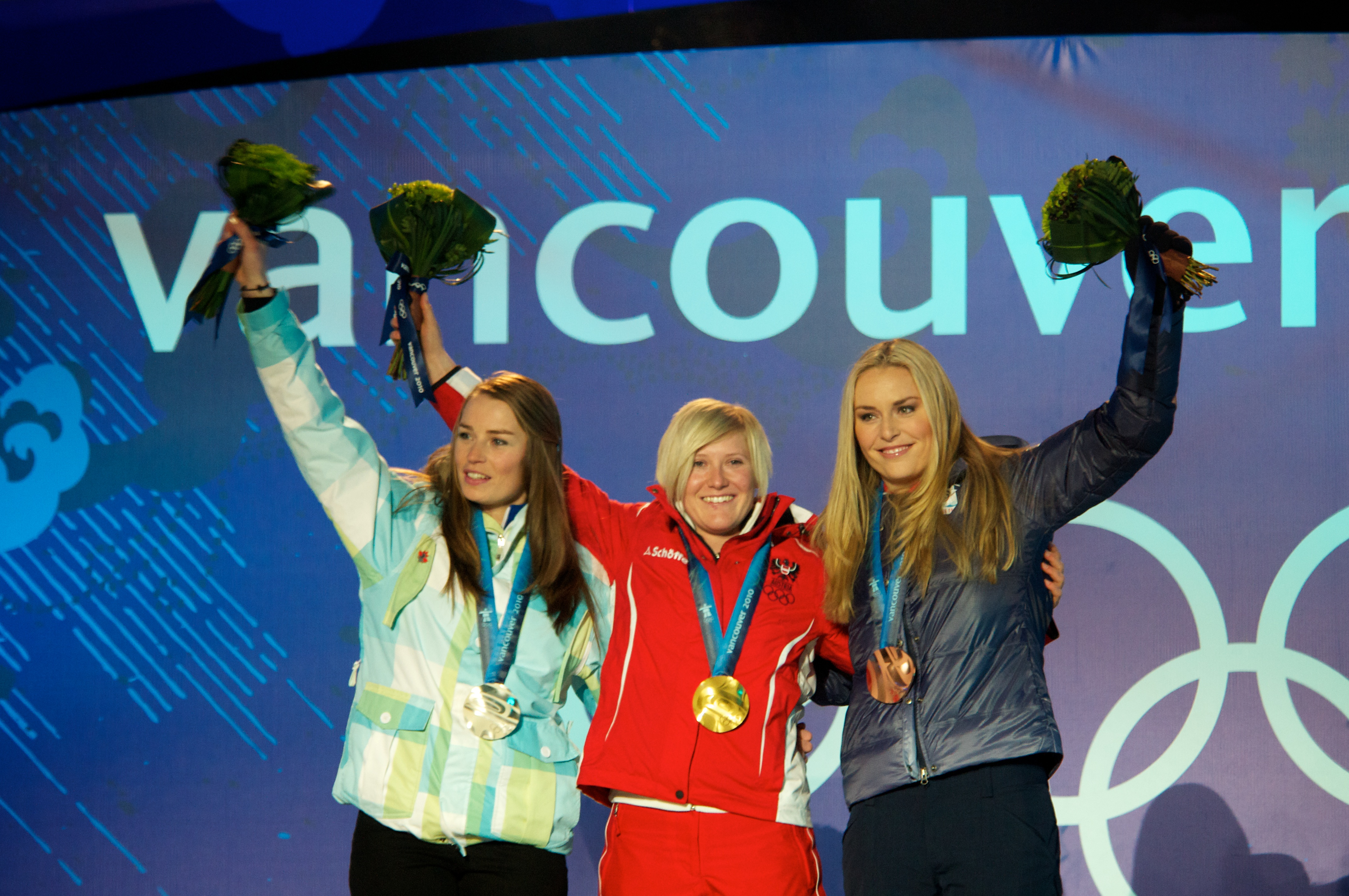
Andrea Fischbacher (oro, al centro) sul podio del supergigante a accanto a Tina Maze (argento, a sinistra) e Lindsey Vonn (bronzo, a destra)

- 1 medaglia:
  - 1 oro (supergigante a Vancouver 2010)

### Mondiali
- 1 medaglia:
  - 1 bronzo (supergigante a Val-d'Isère 2009)

### Mondiali juniores
- 2 medaglie:
  - 2 ori (supergigante a Maribor 2004; supergigante a Bardonecchia 2005)

### Coppa del Mondo
- Miglior piazzamento in classifica generale: 8ª nel 2014
- 10 podi (3 in discesa libera, 6 in supergigante, 1 in slalom gigante):
  - 3 vittorie (2 in discesa libera, 1 in supergigante)
  - 5 secondi posti (1 in discesa libera, 4 in supergigante)
  - 2 terzi posti (1 in supergigante, 1 in slalom gigante)

#### Coppa del Mondo - vittorie
| Data             | Località      | Paese    | Specialità |
| ---------------- | ------------- | -------- | ---------- |
| 10 febbraio 2008 | Sestriere     | Italia   | SG         |
| 28 febbraio 2009 | Bansko        | Bulgaria | DH         |
| 2 marzo 2014     | Crans-Montana | Svizzera | DH         |

Legenda:

DH = discesa libera

SG = supergigante

#### Coppa del Mondo - gare a squadre
- 3 podi:
  - 2 vittorie
  - 1 secondo posto

### Coppa Europa
- Vincitrice della Coppa Europa nel 2005
- 11 podi:
  - 3 vittorie
  - 6 secondi posti
  - 2 terzi posti

#### Coppa Europa - vittorie
| Data             | Località                        | Paese   | Specialità |
| ---------------- | ------------------------------- | ------- | ---------- |
| 20 dicembre 2003 | Ponte di Legno/Passo del Tonale | Italia  | SG         |
| 16 dicembre 2004 | Altenmarkt-Zauchensee           | Austria | DH         |
| 17 dicembre 2004 | Altenmarkt-Zauchensee           | Austria | SG         |

Legenda:

DH = discesa libera

SG = supergigante

### Campionati austriaci
- 7 medaglie[2]:
  - 4 argenti (discesa libera, supergigante nel 2006; supergigante nel 2010; supergigante nel 2011)
  - 3 bronzi (slalom gigante nel 2005; slalom gigante nel 2006; slalom speciale nel 2007)

### Campionati austriaci juniores
- 9 medaglie[2]:
  - 4 ori (supergigante, slalom gigante, combinata nel 2003; supergigante nel 2004)
  - 2 argenti (discesa libera, slalom speciale nel 2003)
  - 3 bronzi (supergigante, slalom speciale nel 2002; discesa libera nel 2005)

## Riconoscimenti

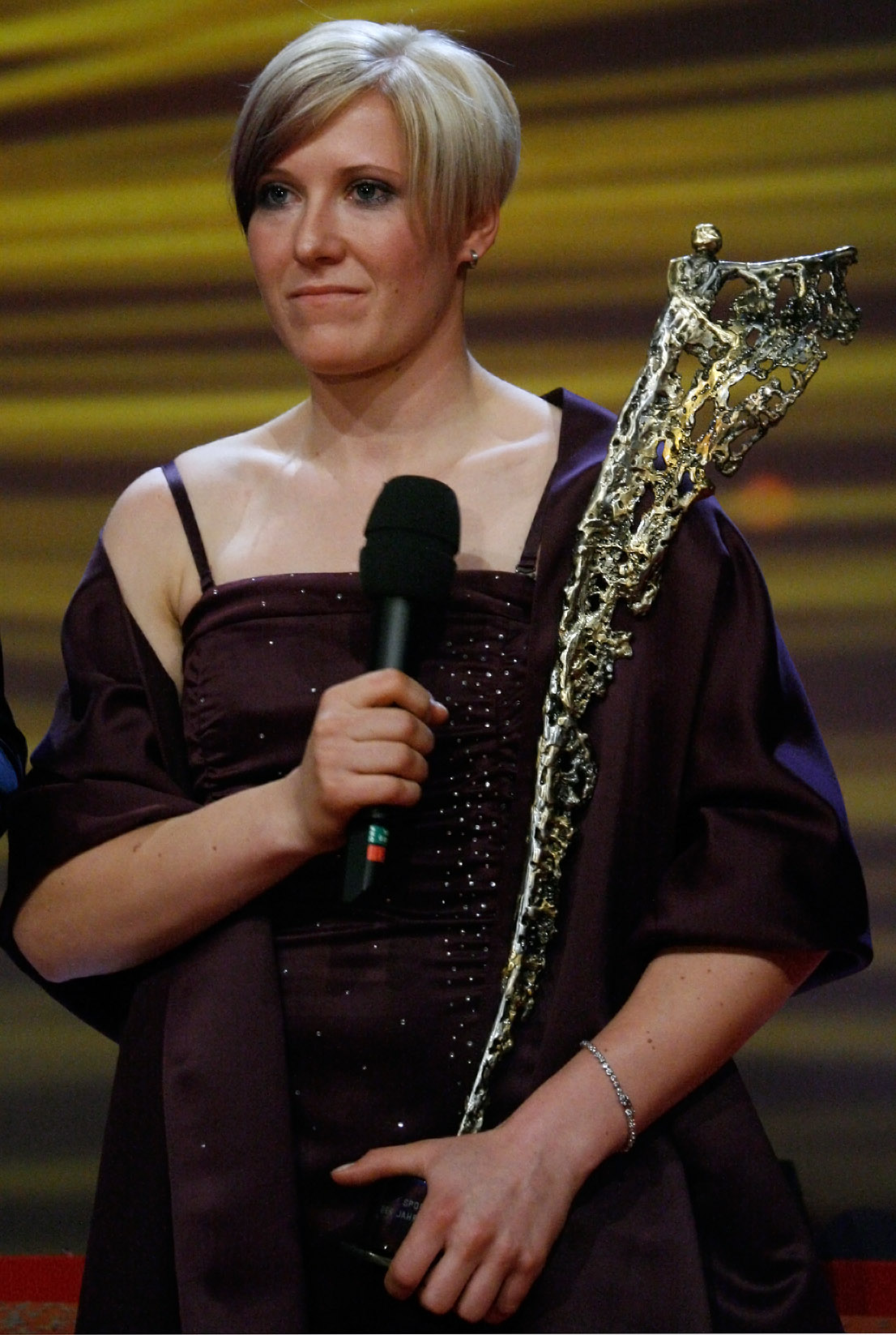
Andrea Fischbacher al Gala Nacht des Sports 2010

- 2010: Atleta austriaca dell'anno[1]